# Кълново
Кълново е село в Североизточна България. То се намира в община Смядово, област Шумен.

## География
Селото се намира на 5 километра североизточно от гр. Смядово. През него минава третокласен път, свързващ Шумен, Айтос и Бургас.

## История
Относно миналото на селото налице са археологически сведения за една селищна могила от халколита, днес наричана „Рачова могила“. Тя е с диаметър 80 м и височина 10 м и е разположена на 300 м източно от селото, в местност Назлъмовите кладенчета, между Голяма Камчия и неин приток.

## Население
Численост на населението според преброяванията през годините:
| \| Година на преброяване \| Численост \| \| --------------------- \| --------- \| \| 1934 \| 919 \| \| 1946 \| 969 \| \| 1956 \| 845 \| \| 1965 \| 661 \| \| 1975 \| 439 \| \| 1985 \| 316 \| \| 1992 \| 268 \| \| 2001 \| 243 \| \| 2011 \| 161 \| \| 2021 \| 126 \| |           |
| Година на преброяване | Численост |
| 1934 | 919       |
| 1946 | 969       |
| 1956 | 845       |
| 1965 | 661       |
| 1975 | 439       |
| 1985 | 316       |
| 1992 | 268       |
| 2001 | 243       |
| 2011 | 161       |
| 2021 | 126       |

### Етнически състав

#### Преброяване на населението през 2011 г.
Численост и дял на етническите групи според преброяването на населението през 2011 г.:
|                     | Численост | Дял (в %) |
| Общо                | 161       | 100.00    |
| Българи             | 158       | 98.13     |
| Турци               | ?         | ?         |
| Цигани              | –         | –         |
| Други               | –         | –         |
| Не се самоопределят | ?         | ?         |
| Неотговорили        | 1         | 0.62      |

## Личности
В село Кълново е израснал Янко Русев, който е световен шампион по вдигане на щанги.

## Културни и природни забележителности
В Кълново има доста могили.